# Buonaiuto Lorini

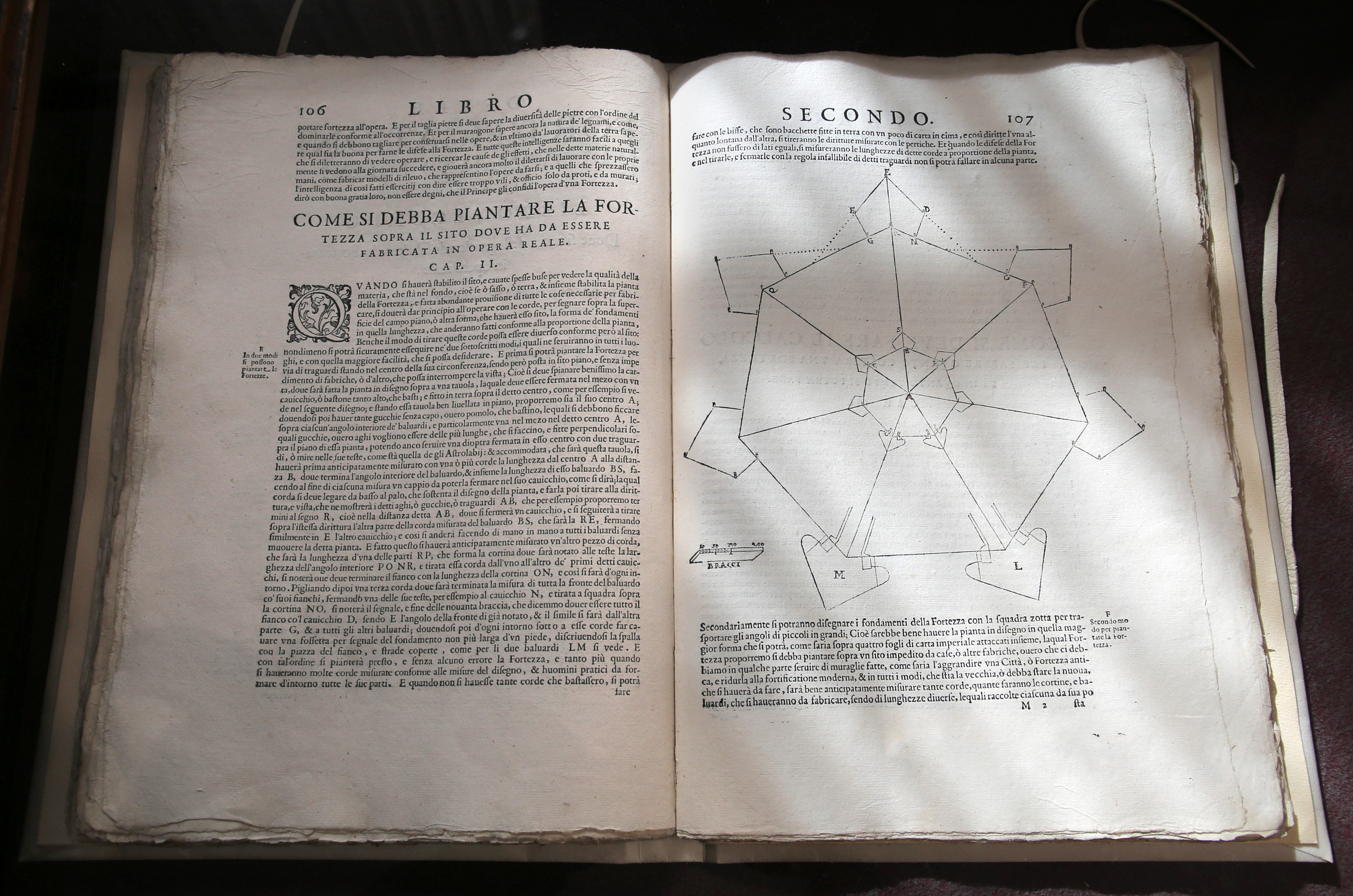
Delle Fortificazioni, 1597

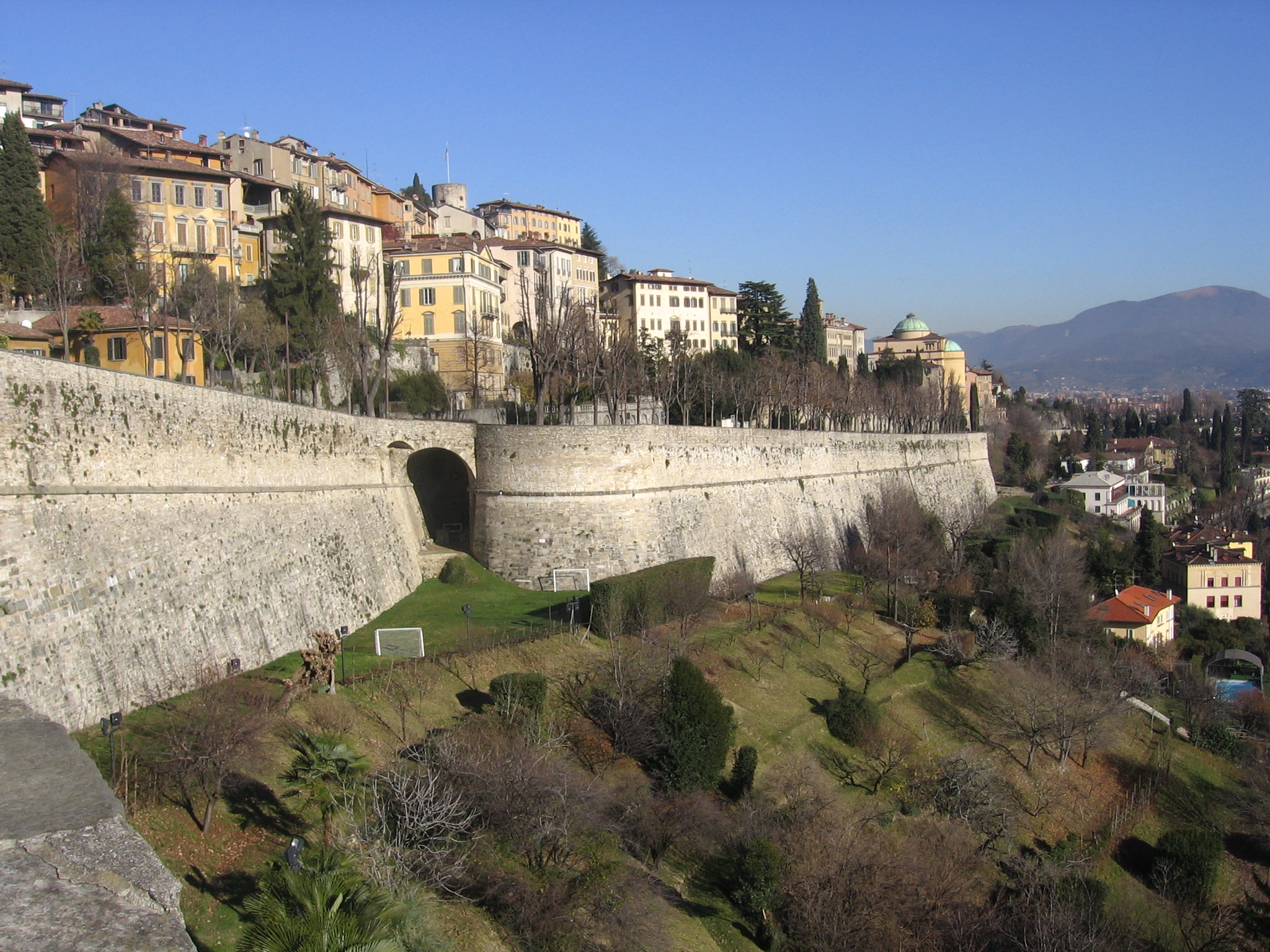
Stadtbefestigung Bergamo

Buonaiuto Lorini, auch Bonaiuto (* um 1545 in Florenz; † um 1611 in Venedig), war ein italienischer Architekt und Ingenieur (Festungs- und Militäringenieur). Sein Buch über Festungsbaukunst behandelt auch Maschinen der unterschiedlichsten Art.

## Leben
Lorini stammte aus adliger Familie. Im Alter von 22 Jahren wurde er Militäringenieur im Dienst von Cosimo I. de’ Medici unter Bernardo Buontalenti. 1579 war er im Dienst von Venedig. Um 1580 wurde er Ingenieur des Herzogs von Mantua und Monferrato Guglielmo Gonzaga. Er baute die Befestigungen von Bergamo, Brescia, Legnago, Palmanova, Peschiera, Korfu und Zara aus.
1596 erschien sein Buch über Festungsbau. Da er zu diesem Zeitpunkt rund dreißig Jahre Berufserfahrung hatte und mit 22 Jahren begann, wurde er um 1545 geboren.
Er beschreibt in seinem Buch unter anderem Hinterladergeschütze für Schiffe und Taucherglocken für Arbeiten unter Wasser (Fundamentarbeiten und Bergungsarbeiten). Das ist eine der frühesten Erwähnungen einer Taucherglocke nach einem Buch des Juristen, Dichters und Musikers Johann Taisnier (Jean Taisnier), das 1562 in Köln erschien. Abbildungen von ledernen Taucheranzügen mit Tauchhelmen und Luftzufuhr über einen Schwimmer an der Oberfläche gab es schon vorher. Für einfache Maschinen verweist er auf Guidobaldo del Monte. Von Lorini stammt die älteste Beschreibung einer Winde mit Zahnstange, zum Beispiel für Fuhrleute (Wagenwinde). Er beschreibt auch eine Eimerkette mit Tretrad für Erdarbeiten und er beschreibt als Erster eine Seilbahn sowie Baggermaschinen für die Kanäle in Venedig und Rammen für Pfähle. Nach Beck ist er auch der Erfinder doppeltwirkender Schaltungen, bzw. sie werden bei ihm erstmals dargestellt.
Lorini artikuliert bereits das Selbstbewusstsein eines mit wissenschaftlichen Methoden arbeitenden Technikers, indem er auf den Unterschied zwischen „spekulativer Mathematik und einem praktischen Mechaniker“ hinweist. Dieser Unterschied liege darin begründet, „dass Beweise und Verhältnisse, die von Linien, Flächen und bloß eingebildeten, materielosen Körpern abgeleitet werden, nicht mehr genau gelten, wenn man sie auf materielle Gegenstände anwendet, weil die geistigen Vorstellungen des Mathematikers nicht jenen Hinderungen unterworfen sind, die von Natur aus der Materie eigen sind, mit der der Mechaniker arbeitet“.

## Schriften
- Le fortificationi di Buonaiuto Lorini nobile fiorentino, libri cinque, Venedig 1596, Archive, Ausgabe von 1609
  - Deutsche Übersetzung: Fünff Bücher von Vestung bauwen, Frankfurt 1607, Digitalisat